# Holland, Massachusetts
Holland är en kommun (town) i Hampden County i delstaten  Massachusetts, USA. Vid folkräkningen år 2000 bodde 2 407 personer på orten. Den har enligt United States Census Bureau en area på totalt 33,9 km² varav 1,8 km² är vatten.

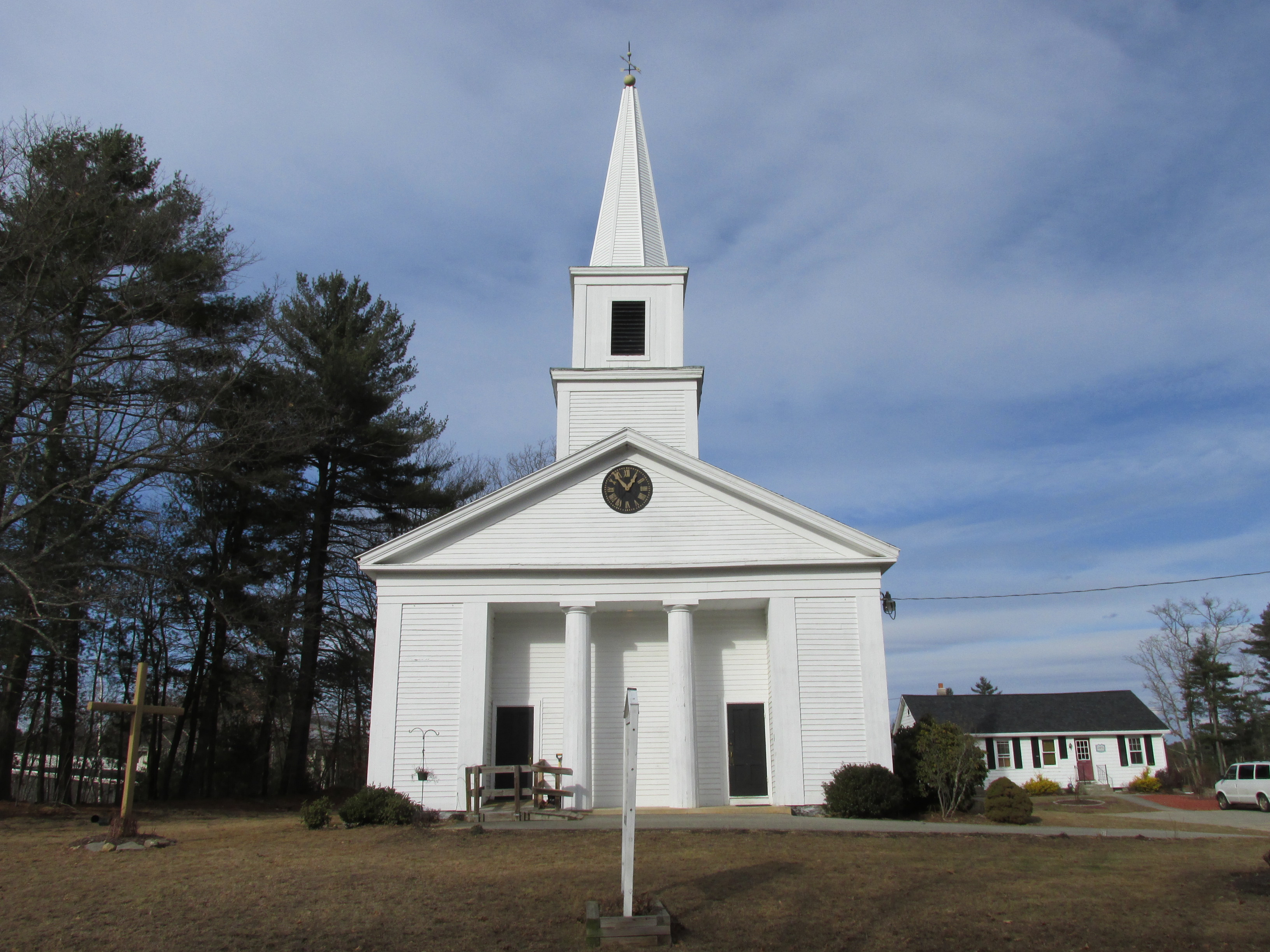